# Giorgio Michetti (pilóta)
Giorgio Michetti (Francavilla al Mare, 1888. május 28. – Róma, 1966. február 4.) olasz első világháborús ászpilóta volt, aki szolgálata során 5 igazolt légi győzelmet ért el. A hadseregben hadnagyi rendfokozatban szolgált. Átélte a második világháborút, de források nem igazolják, hogy részt vett volna benne.

## Élete
Giorgio Michetti 1888-ban született, Francesco Paolo Michetti híres olasz festő gyermekeként.
1915-ben besorozták az olasz hadseregbe, Michetti pedig a légierő kötelékéhez került. Először csupán mint egy felderítő század katonája szolgált, majd 1917-ben vadászpilóta képzésen esett át, ezek után pedig mint a 76. repülőszázad pilótája szolgált. Michetti igen elszánt, ember volt, egy alkalommal karácsony környékén egy táskányi patkányt dobott az osztrák-magyar katonák lövészárkába repülőjéből. Egy nappal karácsony után, 1917. december 26-án szerezte meg első légi győzelmét, egy német DWF.C típusú vadászgéppel szemben.
1918. március 12-én leszállásra készült, de balszerencsés landolása során egy ott álló repülőgépet is elsodort, és mindkét repülő teljesen összetört, azonban Michetti csodával határos módon túlélte a balesetet.
1918 májusában, és júniusában további 4 légi győzelmet szerzett, majd a háború végén a Repülési és Lőgyakorlati Iskolába helyezték tanítónak, és a háborúban több bevetésen már nem vett részt.
További élete ismeretlen, csak annyi biztos, hogy 1966-ban hunyt el, 78 éves korában.

## Légi győzelmei
| No. | Dátum              | Egység | Ellenfele    | Csata helye |
| --- | ------------------ | ------ | ------------ | ----------- |
| 1   | 1917. december 26. | 76ª    | DWF.C        | Camalo      |
| 2   | 1918. május 3.     | 76ª    | Scout        | Sernaglia   |
| 3   | 1918. május 22.    | 76ª    | Two - Seater | Quero       |
| 4   | 1918. június 15.   | 76ª    | EA           | Moriago     |
| 5   | 1918. június 24.   | 76ª    | Scout        | Paverion    |